# 哈罗德·P·布朗
哈罗德·P·布朗（Harold Pitney Brown，1857年9月16日—1944年）是一位美国电气工程师和发明家， 1880年代后期，哈罗德·P·布朗介入电流战争，並且在纽约市以及全美各地反對交流電。
當時纽约市出現了一起與交流电有關的事故並且造成数人死亡，布朗隨後在媒体和公开場合上表示交流电比直流電更致命，并且之所以有公司使用交流电是因為他們要節省成本，這對公共安全造成威脅。他甚至在大庭廣眾之下進行交流電實驗，例如用交流电直接將动物电死，以此來證明交流電的危險性，他又在美國全国到處游说，呼籲人們將交流输电线路的电压限制在300伏以內，而且他還不斷在媒體上發文批評美國最大的交流電设备制造商西屋电气。當時纽约州打算推廣電刑，他还爭取讓纽约州司法機關的電椅用上交流电，這樣就可以讓交流電給人留下不好的印象。當時布朗與愛迪生電燈公司存在利益關聯，而該公司的產品以直流電為主，并主张應严格限制交流电。 